# Veľká
Veľká (německy Felka nebo Fölk, maďarsky Felka) je část města Poprad. K městu byla připojena v roce 1946. V roce 2015 zde žilo 4 611 obyvatel.

## Historie

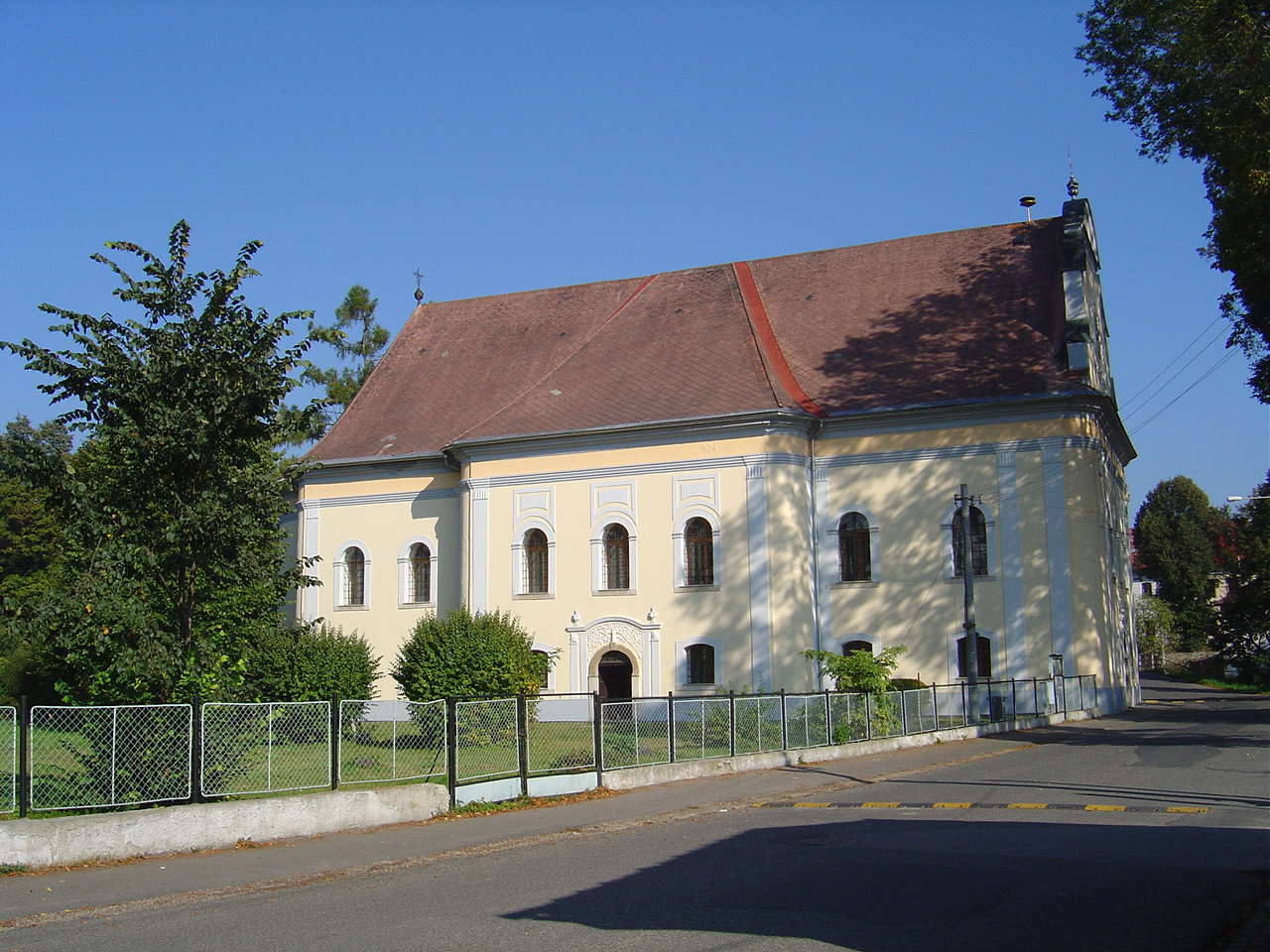
Evangelický kostel Svaté Trojice

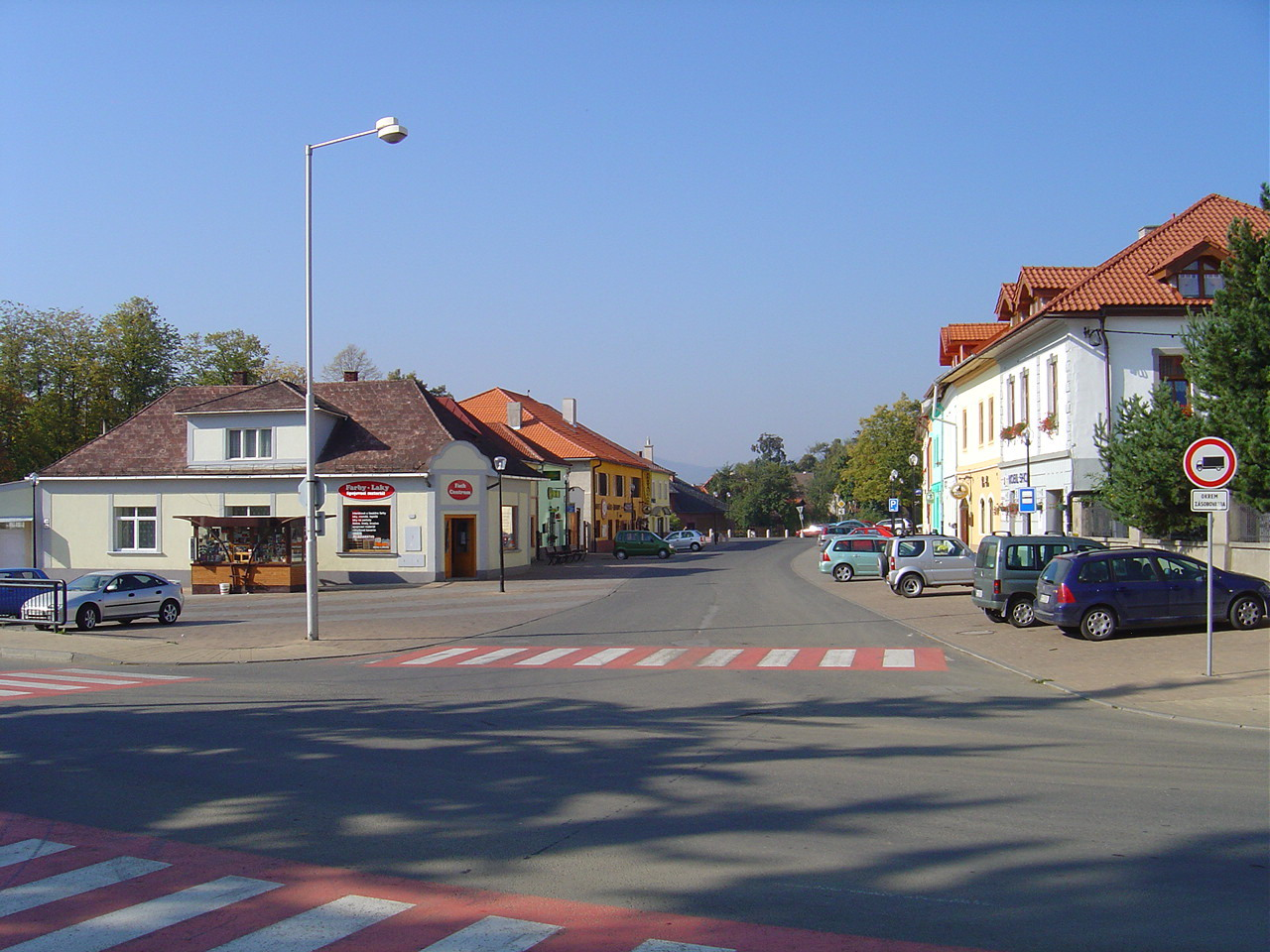
Náměstí

Založení města souvisí s konsolidací Spiše po tatarském vpádu z roku 1243. Král Béla IV. ve 3. čtvrtině 13. století uspořádal v tomto regionu pozemkové vlastnictví rozdělením mezi královskou část, německé kolonizátory a cisterciáky ze Štiavnického opatství. Pět obcí se tehdy sdružilo a utvořilo tzv. Pentapolis (Pentapolitanu): Poprad, Matejovce, Spišská Sobota, Stráže Pod Tatrami a Velká.. První písemná zmínka o Velké pochází z roku 1268, ale je náhodná, to znamená, že vznikla dříve, rozlohou byla největší z pěti sídel, tvořících dnes součásti Popradu, čemuž odpovídá i její název. Měla již také ze všech hornospišských míst největší a nejúrodnější katastr, rozvinutou řemeslnou výrobu a obchod a právě zde byl postaven i obecní mlýn. Už v 15. století byla bohatým městem. Přežila i mnoho živelných pohrom – v roce 1556 úplně celá vyhořela. Veľkou proslavilo i umělecké řezbářství a modrotiskařství, které souviselo s výrobou nejkvalitnějšího domácího plátna na celé Spiši.
Od roku 1412 až do roku 1772 patřilo město do polské zástavy.

## Památky
- Římskokatolický kostel sv. Jana Evangelisty z 13. století - dominuje na náměstí obestavěném starými měšťanskými domy s typickými štítovými střechami, cenné vnitřní zařízení: s bronzovou gotickou křtitelnicí z roku 1439; duchovní správu mají salesiáni.
- Evangelický kostel Svaté Trojice - založen koncem 18. století, zařízení: kazatelna a oltářní architektura jsou rokokové, klasicistní obrazy Poslední večeře (Norimberská škola) a Kristus na Olivové hoře (Jozef Lerch, 1817), varhany Jozefa Sebertha
- Podtatranské múzeum - založeno v roce 1876 jako první městské muzeum

## Doprava
V katastrálním území Velké se nachází nejvýše položené mezinárodní letiště v Evropě Poprad-Tatry. Městskou a příměstskou dopravu obstarávají autobusy.